# Antoni (Marcenko)
Antoni, imię świeckie Aleksander Francewicz Marcenko (ur. 28 lutego?/12 marca 1887 w Odessie, zm. 18 grudnia 1954) – duchowny Rosyjskiego Kościoła Prawosławnego, następnie jeden z biskupów Polskiego Autokefalicznego Kościoła Prawosławnego. Od 1940 ponownie przeszedł w jurysdykcję patriarchy Moskwy.

## Młodość i wczesna działalność
Jego rodzicami byli Polak Franciszek Marcenko oraz Ukrainka, Zofia Sawieliewna Sawicka; miał czworo rodzeństwa: siostry Marię i Julię oraz braci – Mikołaja i Anatola. Do 1895 żył razem z rodzicami w okolicach Kamieńca Podolskiego, gdzie jego ojciec pracował jako zarządca majątku. Ukończył seminarium duchowne w Odessie w 1910, zaś cztery lata później Petersburską Akademię Duchowną. Jeszcze w trakcie studiów, 20 czerwca 1912 złożył śluby zakonne przed biskupem kałuskim i borowskim Jerzym. 21 lipca został hierodiakonem, zaś 6 grudnia 1913 – hieromnichem. Po ukończeniu edukacji teologicznej został dołączony do rosyjskiej misji prawosławnej w Persji. Po rocznym pobycie tam, w 1915 zamieszkał w Pustelni Glińskiej, zaś od 1915 lub 1916 wykładał w seminarium duchownym w Stawropolu. Pełnił równocześnie obowiązki nadzorcy klasztorów eparchii stawropolskiej.
W marcu 1919 otrzymał godność archimandryty i został wyznaczony na przełożonego monasteru Objawienia Pańskiego w Pińsku. Jednak już po dwóch miesiącach opuścił ten klasztor, by dołączyć do Sił Zbrojnych Południa Rosji gen. Antona Denikina. Został tam kapelanem w oddziale kawalerii, rezydował stałe w Odessie, a następnie w Jałcie, razem z biskupem Beniaminem (Fiedczenkowem). Po klęsce Denikina zbiegł razem z innymi Białymi przez Stambuł do Serbii. Przyjęty przez metropolitę Skopje Barnabę, objął obowiązki przełożonego monasteru w Czeczewie. W czerwcu 1922, na prośbę metropolity Jerzego (Jaroszewskiego), przyjechał do Warszawy. Rozpoczął pracę duszpasterską w soborze św. Aleksandra Newskiego w Warszawie oraz stanął na czele warszawskiego konsystorza prawosławnego. W październiku tego samego roku został przeniesiony do Wilna, gdzie został przełożonym monasteru Świętego Ducha.

## Biskup PAKP

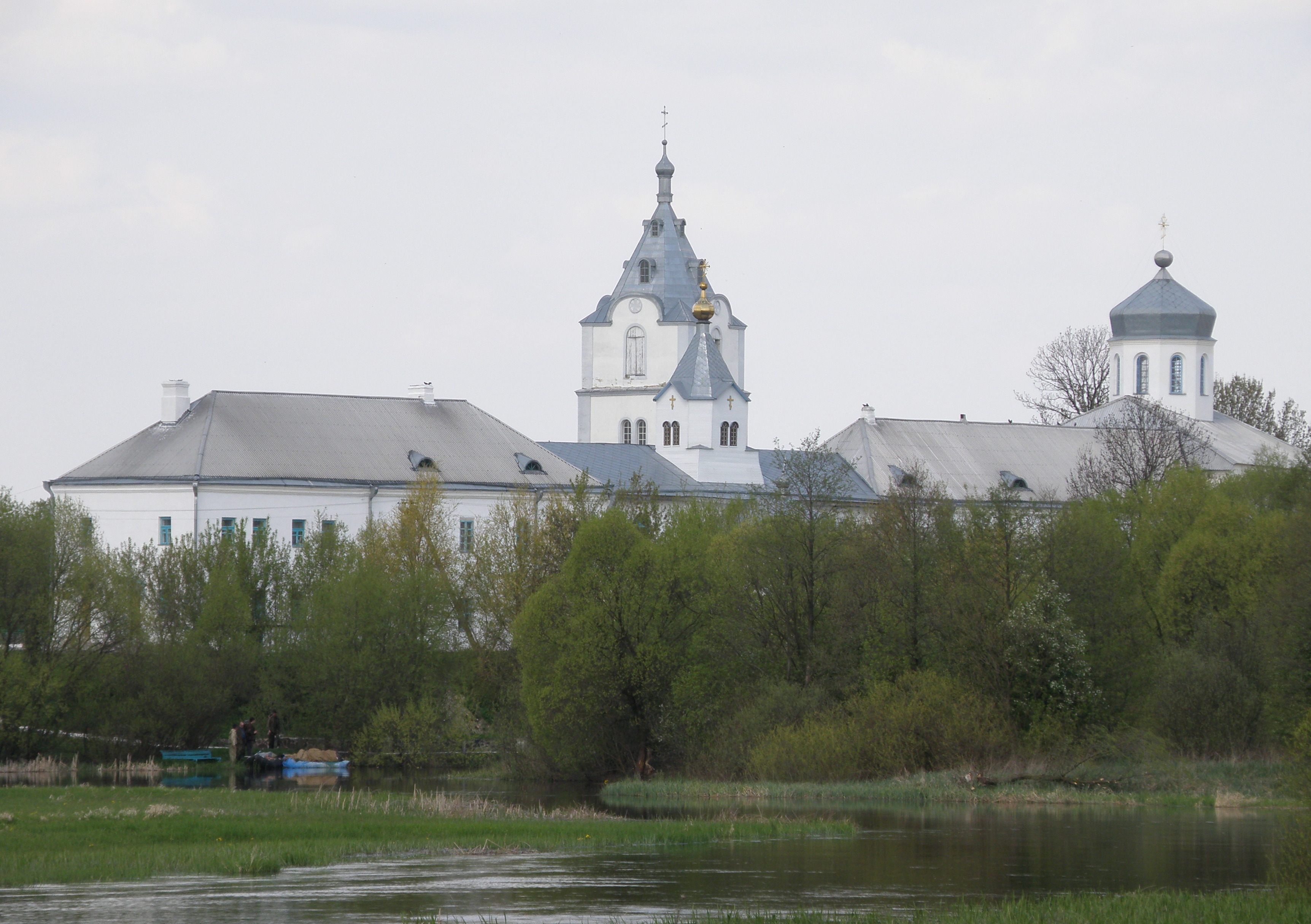
Monaster św. Mikołaja w Mielcach. Biskup Antoni (Marcenko) przebywał w nim w okresie między 1928–1930, gdy został zmuszony do rezygnacji z funkcji z powodu nieprzychylnego stosunku do władz polskich

25 lutego 1923 miała miejsce jego chirotonia na biskupa lubelskiego, wikariusza diecezji chełmsko-warszawskiej. Dodatkowo w latach 1923–1924 pełnił obowiązki biskupa pomocniczego diecezji wołyńskiej, po wyborze arcybiskupa Dionizego (Waledyńskiego) na metropolitę warszawskiego i całej Polski. W 1924 zastąpił usuniętego z funkcji Filipa (Morozowa) na stanowisku rektora seminarium duchownego w Wilnie. W latach 1924–1926 nadzorował szkoły cerkiewne na terytorium diecezji wołyńskiej. Do rezygnacji z tej funkcji został zmuszony z powodu niechętnego stanowiska wobec wprowadzania do szkół języka polskiego i poparcia dla ruchu na rzecz ukrainizacji PAKP. W 1928 z tych samych powodów, za zgodą Świętego Synodu Polskiego Autokefalicznego Kościoła Prawosławnego, został pozbawiony katedry biskupiej i przeniesiony do monasteru w Mielcach. Przebywał tam do 1930, gdy został wyznaczony na biskupa kamieńsko-kaszyrskiego, wikariusza diecezji pińsko-poleskiej. W marcu 1931 zobowiązał się do zachowania lojalnej postawy wobec państwa polskiego. Od kwietnia 1934 do 1936 administrował diecezją grodzieńską jako locum tenens. Ponownie został jednak zawieszony w pełnieniu tychże obowiązków z powodu otwarcie niechętnej postawy wobec autokefalii Kościoła prawosławnego w Polsce. We wrześniu 1937 ponownie zmuszony do zamieszkania w klasztorze, z zachowaniem tytułu biskupa kamieńsko-kaszyrskiego.

## Działalność w czasie II wojny światowej
25 czerwca 1940 złożył przed arcybiskupem Mikołajem (Jaruszewiczem) akt pokutny, dzięki czemu został ponownie duchownym Rosyjskiego Kościoła Prawosławnego. Razem z arcybiskupem Aleksym (Hromadśkim) współtworzył Ukraiński Autonomiczny Kościół Prawosławny w jurysdykcji Cerkwi Rosyjskiej. 28 października 1940 został wikariuszem jego eparchii wołyńskiej z zachowaniem dawnego tytułu, zaś 28 marca 1941 mianowany arcybiskupem. 22 sierpnia 1941 arcybiskup Aleksy (Hromadśkyj) skierował go na katedrę odeską i chersońską, na której pozostawał do marca 1943. Przez kolejny rok zamieszkiwał w Odessie bez przydzielonych obowiązków. W czasie pracy duszpasterskiej na ziemiach ukraińskich przejawiał wyraźne poglądy prohitlerowskie i antyradzieckie.
W 1944 udał się do Czechosłowacji, gdzie zamieszkał w Karlowych Warach jako proboszcz cerkwi Świętych Piotra i Pawła. Według innych źródeł wraz z frontem został ewakuowany przez Rumunię do Jugosławii, gdzie przeszedł w jurysdykcję Rosyjskiego Kościoła Prawosławnego poza granicami Rosji. Przebywał następnie w Austrii i ponownie w Jugosławii. Następnie wrócił do Rosji, gdzie ponownie został przyjęty do Rosyjskiego Kościoła Prawosławnego. 17 stycznia 1946 został arcybiskupem orłowskim i briańskim (był nim do 1949), zaś 19 lipca tego samego roku objął równocześnie katedrę tulską i bielowską.
W styczniu 1952 został aresztowany i skazany na 25 lat łagru oraz 5 lat zesłania. Według różnych świadectw zmarł w 1954 w obozie lub też został wcześniej bez wyroku rozstrzelany. W 1990 oficjalnie zrehabilitowany.